# Nyctemera paucipuncta
Nyctemera paucipuncta là một loài bướm đêm thuộc phân họ Arctiinae, họ Erebidae.